# Лукас Сааткамп
Лукас Сааткамп  (порт. Lucas Saatkamp, 6 березня 1986) — бразильський волейболіст, олімпійський чемпіон Ріо-2016 і віцечемпіон Лондону-2012.
Грав, зокрема, у складі італійського клубу «Модена».

## Виступи на Олімпіадах
| Олімпіада   | Дисципліна | Місце |
| ----------- | ---------- | ----- |
| Лондон 2012 | волейбол   | 2     |
| Ріо 2016    | волейбол   | 1     |